# Juan Sarabia
Pour les articles homonymes, voir Sarabia.
Juan Sarabia Díaz de León (San Luis Potosí, 24 juin 1882 - 17 octobre 1920) était un journaliste et homme politique mexicain fondateur et membre du Parti libéral mexicain (PLM) jusqu'en 1911, il a ensuite rejoint le mouvement de Francisco I. Madero.
Juan Sarabia participe au Congrès Libéral de 1901 à San Luis Potosí, aux côtés de Camilo Arriaga, Librado Rivera et Antonio Díaz Soto y Gama. Il était secrétaire général du Club Libéral "Ponciano Arriaga" et directeur du journal El Porvenir et d'El Hijo del Ahuizote, il a aussi collaboré à Regeneración, Vésper de Juana Belén Gutiérrez de Mendoza et Elisa Acuña, Mexico Nuevo, El Renacimiento, Excélsior et au Diaro del Hogar.
En 1904, il doit s'exiler aux États-Unis comme beaucoup de libéraux opposés au Porfiriat. Il participe alors à l'organisation du Parti libéral mexicain (Partido Liberal Mexicano, PLM) avec Ricardo Flores Magón, Librado Rivera, Antonio I. Villarreal, Rosalío Bustamante, Enrique Flores Magón et Manuel Sarabia. Il devient le vice-président de la Junte organisatrice du PLM le 28 septembre 1905, lorsque celui-ci est fondé.
En 1905, Sarabia prends contact avec les anarchistes Emma Goldman et Florencio Bazora avec lesquels a intenté des fréquentes conversations auxquelles participaient aussi Antonio Villarreal et Ricardo Flores Magón. À la suite de ces conversations, les différences idéologiques entre Sarabia et Flores Magón sont devenues plus évidentes. Alors que ce dernier adoptait une position radicale de tendance communiste-anarchiste, Sarabia conservait une position libérale une plus modérée.
En 1907, Sarabia est arrêté à Ciudad Juárez et placé à la prison de San Juan de Ulúa. Il en est libéré en mai 1911, lorsque Porfirio Díaz renonce à la présidence du Mexique après avoir reconnu, dans le traité de Ciudad Juárez, le triomphe de mouvement anti-réélectionniste mené par Francisco I. Madero.

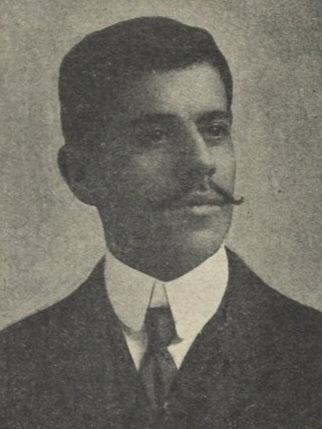
Juan Sarabia

Sarabia est élu comme député de San Luis Potosí pendant le gouvernement de Madero. Il est à nouveau incarcéré lorsque Victoriano Huerta dissout la Chambre des députés en 1913. Il est libéré en 1914 et s'est réfugié à El Paso, au Texas. Juan Sarabia est finalement rentré au Mexique en 1915, où il a trouvé du travail à la Bibliothèque Nationale et est devenu directeur de l'École Industrielle des Orphelins. En 1917, il s'est présenté à l'élection de gouverneur de San Luis Potosí qu'il a perdu face au candidat soutenu par Venustiano Carranza, mais, en 1920, il est élu sénateur de cet état.
Juan Sarabia Díaz de León est mort le 17 octobre 1920, il avait 38 ans.